# Seweryn Hammer
Seweryn Hammer (ur. 8 stycznia 1883 w Horodence, zm. 13 stycznia 1955 w Krakowie) – polski filolog klasyczny, profesor Uniwersytetu Poznańskiego i Jagiellońskiego, członek PAU.

## Życiorys[1]
Był synem Jana (urzędnika podatkowego) i Zofii z Teichmanów. Uczęszczał do gimnazjum w Kołomyi (1894–1901), następnie studiował filologię klasyczną na Uniwersytecie Jagiellońskim (1901–1905), m.in. pod kierunkiem Kazimierza Morawskiego, Leona Sternbacha i Adama Miodońskiego. Pracował jako nauczyciel języków starożytnych w gimnazjach w Krakowie, Nowym Sączu i Podgórzu (1906–1919). Uzupełniał jednocześnie studia na uniwersytetach Mediolanie, Rzymie i Monachium (1912–1914), prowadził badania na wyspie Patmos (1913), a w 1917 obronił doktorat na UJ na podstawie pracy De rerum naturae sensu apud poetas medii aevi graeco-barbaros, przygotowanej pod kierunkiem K. Morawskiego. W 1919 podjął pracę na Uniwersytecie Poznańskim; został profesorem nadzwyczajnym i kierownikiem III Katedry Filologii Klasycznej, w 1921 profesorem zwyczajnym. W 1925 przeniósł się na Uniwersytet Jagielloński, gdzie objął kierownictwo I Katedry Filologii Klasycznej (po śmierci Morawskiego). 6 listopada 1939 został aresztowany podczas Sonderaktion Krakau; więziony w Krakowie, Wrocławiu i w obozie koncentracyjnym Sachsenhausen, a od marca 1940 w Dachau, gdzie doczekał zwolnienia z obozu 15 stycznia 1941. W czasie okupacji brał udział w tajnym nauczaniu uniwersyteckim; powrócił do pracy na UJ w 1945 jako kierownik II Katedry Filologii Klasycznej.
W 1927 został członkiem korespondentem PAU, w 1945 – członkiem czynnym PAU; w latach 1930–1933 był sekretarzem Komisji Filologicznej PAU, a 1946–1952 przewodniczył Komitetowi Wydania Pism św. Grzegorza z Nazjanzu PAU. Ponadto należał do Towarzystwa Naukowego Warszawskiego (od 1947) oraz Poznańskiego Towarzystwa Przyjaciół Nauk (od 1923). Miał opinię dobrego mówcy i wykładowcy, a zarazem surowego egzaminatora; jednym z jego uczniów był Kazimierz Kumaniecki. Przeszedł na emeryturę w 1953 roku.
Zmarł w Krakowie. Został pochowany na Cmentarzu Salwatorskim w Krakowie (sektor SC10-14-18).

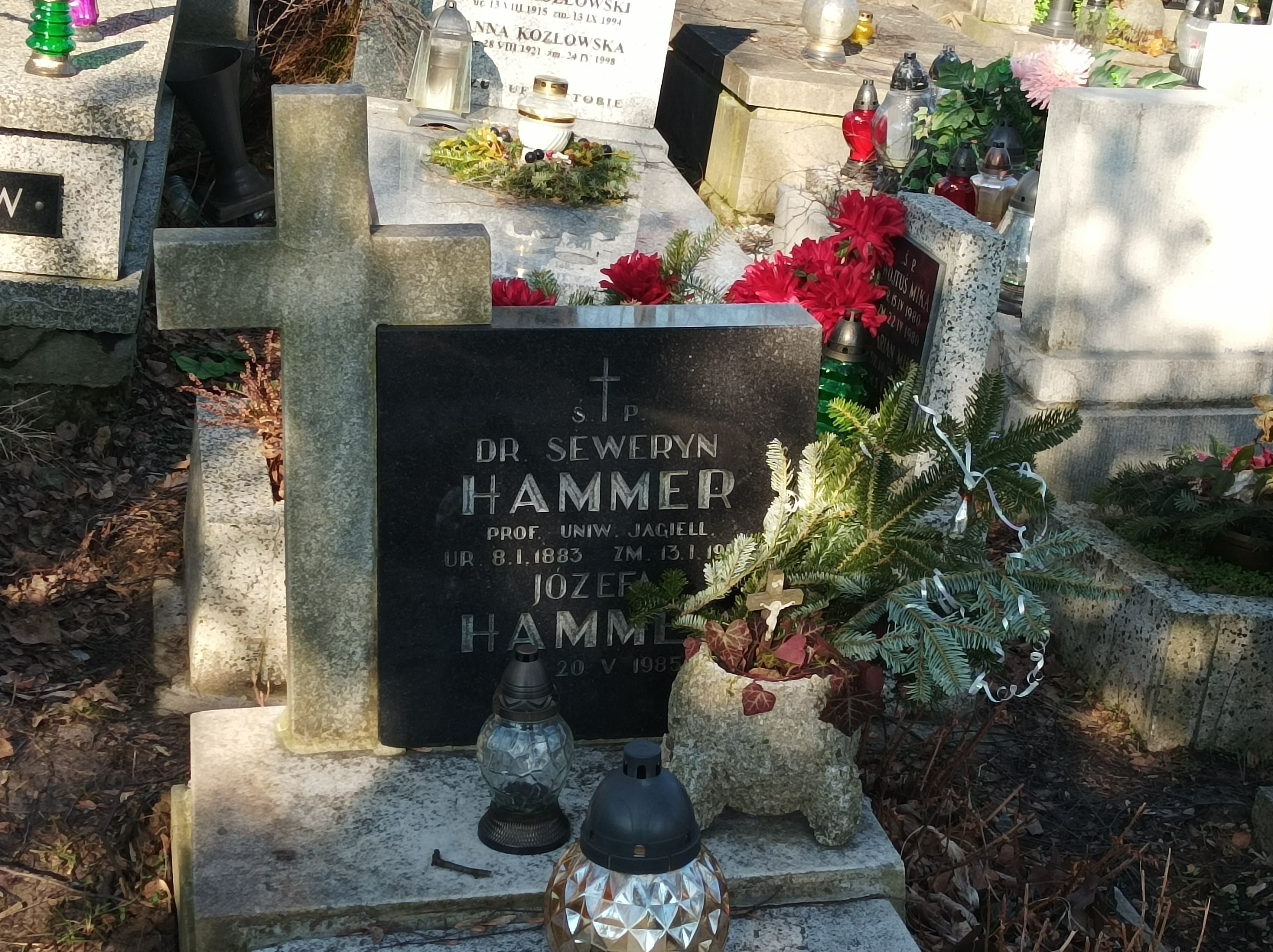
Grób prof. Seweryna Hammera na cmentarzu Salwatorskim w Krakowie

## Zainteresowania naukowe[1]
Jego zainteresowania naukowe obejmowały poezję i tragedię grecką, język grecki, epikę i retorykę rzymską oraz dzieje filologii klasycznej w Polsce. Badał erotyzm i jego formy wypaczone w tragediach Eurypidesa oraz wpływ tej twórczości na poezję grecką; był inicjatorem szerokich badań nad zagadnieniem miłości w filozofii. Wskazywał na związek między ludową poezją wczesnego średniowiecza i czasów nowogreckich z poezją aleksandryjską. Badał rękopisy św. Grzegorza z Nazjanzu oraz styl retoryczny Tacyta. Współpracował z „Archiwum Filologicznym” (1932–1951). Redagował przekład Wydań dzieł Arystotelesa (1929–1933), opracował przekłady m.in. Dzieł wszystkich Tacyta (1938–1947, 4 tomy, z szerokim wstępem), nowel greckich (1950), Dziejów Herodota (1954), Dziejów Polibiusza (1957).

## Stopnie i tytuły naukowe[1]
- 1919: profesor nadzwyczajny
- 1921: profesor zwyczajny

## Sprawowane funkcje[1]
- Kierownik Katedry Filologii Klasycznej na Uniwersytecie Poznańskim (1919–1925)
- Kierownik Katedry Filologii Klasycznej UJ (1925); powrócił na stanowisko w 1945 roku
- Członek korespondent PAU (1927), następnie członek czynny (1945)
- Sekretarz Komisji Filologicznej PAU (1930–1933)
- Przewodniczący Komitetu Wydania Pism Św. Grzegorza z Nazjanzu Polskiej Akademii Umiejętności (1946–1952)
- Członek Poznańskiego Towarzystwa Przyjaciół Nauk (od 1923)
- Członek Towarzystwa Naukowego Warszawskiego (od 1947)

## Wybrane publikacje[1]
Ogłosił ok. 50 prac naukowych.

### Książki
- Contumeliae, quae in Ciceronis invectivis et epistulis occurrunt, quatenus Plautinum redoleant sermonem, (1905).
- Accessiones ad Apulei artem narrandi aestimandam, (1920).
- Neograeca, (1920).
- Z ruchu filologów klasycznych w Wielkopolsce, (1920).
- O wpływie tragedji Eurypidesa „Hippolytos” na poezję hellenistyczną, (1921).
- Kazimierz Morawski jako filolog i humanista, (1925).
- Technika opowieści Apulejusza, (1925).
- Oktawian w roli triumwira, (1938).
- Nowy polski przekład Wergiliusza, (1945).
- Motyw ludowy w Eneidzie Wergilego, (1946).
- Historia filologii klasycznej w Polsce, Kraków 1948.

### Artykuły
- De rerum naturae sensu apud poetas medii aevi Graecobarbaros, „Eos” 12 (1917), s. 24–56.
- Neograeca, „Prace Naukowe Uniwersytetu Poznańskiego” 3 (1920).
- O bizantyjskich podróżach do piekieł, „Meander” 3 (1948), z. 1, s. 27–33.
- O epopei ludowej greckiego średniowiecza pt Bazyli Digenis, „Meander” 4 (1949), z. 1–2, s. 84–93.
- O epopei ludowej greckiego średniowiecza pt Bazyli Digenis, „Meander” 4 (1949), z. 3, s. 140–149.
- Ze świata noweli, legendy, i baśni antycznej, bizantyjskiej i nowogreckiej, „Meander” 1 (1946), z. 1, s. 49–50.

### Przekłady
- Herodot, Dzieje, Warszawa 2020, wydanie XI.
- Tacyt, Dzieje, vol. I (1938), II (1939), III (1939), IV (1947), Warszawa.
- Nowele greckie w wyborze, Warszawa 1950.